# Svájc az 1928. évi téli olimpiai játékokon
Svájc a St. Moritzban megrendezett 1928. évi téli olimpiai játékok házigazda nemzeteként vett részt a versenyeken. Az országot az olimpián 7 sportágban 41 sportoló képviselte, akik összesen 1 érmet szereztek.

## Érmesek
| Érem  | Versenyző | Sportág   | Versenyszám |
| ----- | --- | --------- | ----------- |
| Bronz | Nemzeti válogatott Gian Andreossi Mezzi Andreossi Bobby Breiter Louis Dufour Charly Fasel Albert Geromini Fritz Kraatz Arnold Martignoni Heini Meng Toni Morosani Luzius Rüedi Bibi Torriani | Jégkorong | Férfi       |

## Bob
| Versenyző                                                               | 1. futam | 1. futam | 2. futam | 2. futam | Összesítés | Összesítés |
| Versenyző                                                               | Idő      | Hely.    | Idő      | Hely.    | Idő        | Helyezés   |
| ----------------------------------------------------------------------- | -------- | -------- | -------- | -------- | ---------- | ---------- |
| Charles Stoffel René Fonjallaz Henry Höhnes E. Coppetti Louis Koch      | 1:43,1   | 10.      | 1:42,6   | 7.       | 3:25,7     | 8.         |
| Jean Mollien John Schneiter René Ansermoz André Mollien William Pichard | 1:41,7   | 5.**     | 1:48,2   | 20.      | 3:29,9     | 13.        |

** - két másik csapattal azonos eredményt ért el

## Északi összetett
| Versenyző       | Sífutás | Sífutás | Sífutás | Síugrás  | Síugrás  | Síugrás | Síugrás | Összesítés | Összesítés |
| Versenyző       | Sífutás | Sífutás | Sífutás | 1. ugrás | 2. ugrás | Össz.   | Össz.   | Összesítés | Összesítés |
| Versenyző       | Idő     | Pont    | Hely.   | Távolság | Távolság | Pont    | Hely.   | Pont       | Helyezés   |
| --------------- | ------- | ------- | ------- | -------- | -------- | ------- | ------- | ---------- | ---------- |
| Hans Eidenbenz  | 2:05:26 | 5,875   | 23.     | 47,5     | 51,5     | 15,227  | 9.      | 10,551     | 19.        |
| Stephan Lauener | 2:00:57 | 8,125   | 17.     | 50,5     | 59,0     | 16,542  | 4.      | 12,333     | 13.        |
| Adolf Rubi      | 1:56:40 | 10,250  | 14.     | 46,5     | 54,0     | 15,000  | 12.     | 12,625     | 11.        |
| David Zogg      | 1:55:56 | 10,625  | 13.     | 47,0     | 47,0     | 13,187  | 17.     | 11,906     | 16.        |

## Jégkorong
| Svájci férfi jégkorongcsapat-játékoskeret                                                          | Svájci férfi jégkorongcsapat-játékoskeret                                                      |
| -------------------------------------------------------------------------------------------------- | ---------------------------------------------------------------------------------------------- |
| - Gian Andreossi - Mezzi Andreossi - Bobby Breiter - Louis Dufour - Charly Fasel - Albert Geromini | - Fritz Kraatz - Arnold Martignoni - Heini Meng - Toni Morosani - Luzius Rüedi - Bibi Torriani |

### Eredmények
Csoportkör
C csoport
| Csapat      | M | Gy | D | V | G+ | G– | Gk | P |
| ----------- | - | -- | - | - | -- | -- | -- | - |
| Svájc       | 2 | 1  | 1 | 0 | 5  | 4  | +1 | 3 |
| Ausztria    | 2 | 0  | 2 | 0 | 4  | 4  | 0  | 2 |
| Németország | 2 | 0  | 1 | 1 | 0  | 1  | –1 | 1 |

| 1928. február 10. | Svájc (SUI) | 4 – 4 (2–4, 1–0, 1–0) | Ausztria | St. Moritz |

|  |  |  |  |  |
|  |  |  |  |  |
|  |  |  |  |  |
|  |  |  |  |  |

| 1928. február 13. | Svájc (SUI) | 1 – 0 (1–0, 0–0, 0–0) | Németország | St. Moritz |

|  |  |  |  |  |
|  |  |  |  |  |
|  |  |  |  |  |
|  |  |  |  |  |

Négyes döntő
| 1928. február 17. | Svájc (SUI) | 4 – 0 (0–0, 2–0, 2–0) | Nagy-Britannia | St. Moritz |

|  |  |  |  |  |
|  |  |  |  |  |
|  |  |  |  |  |
|  |  |  |  |  |

| 1928. február 18. | Svájc (SUI) | 0 – 4 (0–1, 0–0, 0–3) | Svédország | St. Moritz |

|  |  |  |  |  |
|  |  |  |  |  |
|  |  |  |  |  |
|  |  |  |  |  |

| 1928. február 19. | Svájc (SUI) | 0 – 13 (0–4, 0–4, 0–5) | Kanada | St. Moritz |

|  |  |  |  |  |
|  |  |  |  |  |
|  |  |  |  |  |
|  |  |  |  |  |

Végeredmény
| Csapat         | M | Gy | D | V | G+ | G– | Gk  | P |
| -------------- | - | -- | - | - | -- | -- | --- | - |
| Kanada         | 3 | 3  | 0 | 0 | 38 | 0  | +38 | 6 |
| Svédország     | 3 | 2  | 0 | 1 | 7  | 12 | –5  | 4 |
| Svájc          | 3 | 1  | 0 | 2 | 4  | 17 | –13 | 2 |
| Nagy-Britannia | 3 | 0  | 0 | 3 | 1  | 21 | –20 | 0 |

| Csapat | Helyezés |
| ------ | -------- |
| Svájc  |          |

## Műkorcsolya
| Versenyző                  | Versenyszám | Kötelező elemek   | Kötelező elemek | Kűr               | Kűr   | Összesítés                     | Összesítés                     | Összesítés                     | Összesítés                     | Összesítés                     | Összesítés                     | Összesítés                     | Összesítés                     | Összesítés                     | Összesítés        | Összesítés  | Összesítés | Összesítés |
| Versenyző                  | Versenyszám | Kötelező elemek   | Kötelező elemek | Kűr               | Kűr   | Helyezési pontszámok bírónként | Helyezési pontszámok bírónként | Helyezési pontszámok bírónként | Helyezési pontszámok bírónként | Helyezési pontszámok bírónként | Helyezési pontszámok bírónként | Helyezési pontszámok bírónként | Helyezési pontszámok bírónként | Helyezési pontszámok bírónként | Több. hely. száma | Hely. össz. | Pont       | Helyezés   |
| Versenyző                  | Versenyszám | Több. hely. száma | Hely.           | Több. hely. száma | Hely. | 1                              | 2                              | 3                              | 4                              | 5                              | 6                              | 7                              | 8                              | 9                              | Több. hely. száma | Hely. össz. | Pont       | Helyezés   |
| -------------------------- | ----------- | ----------------- | --------------- | ----------------- | ----- | ------------------------------ | ------------------------------ | ------------------------------ | ------------------------------ | ------------------------------ | ------------------------------ | ------------------------------ | ------------------------------ | ------------------------------ | ----------------- | ----------- | ---------- | ---------- |
| Elvira Barbey              | Női egyéni  | 4×18+             | 19.             | 4×14+             | 16.   | 19,0                           | 18,0                           | 19,0                           | 14,0                           | 18,0                           | 19,0                           | 18,0                           |                                |                                | 4×18+             | 125,0       | 1648,75    | 19.        |
| Elvira Barbey Louis Barbey | Páros       |                   |                 |                   |       | 11,5                           | 12,0                           | 9,0                            | 13,0                           | 10,0                           | 11,0                           | 9,0                            | 11,5                           | 10,0                           | 5×11+             | 97,0        | 64,75      | 11.        |

## Sífutás
| Versenyző        | Versenyszám | Eredmény      | Helyezés      |
| ---------------- | ----------- | ------------- | ------------- |
| Otto Furrer      | 18 km       | 1:57:05       | 21.           |
| Alfons Julen     | 18 km       | nem ért célba | nem ért célba |
| Florian Zogg     | 18 km       | 1:58:52       | 24.           |
| Walter Bussmann  | 18 km       | 1:49:46       | 15.           |
| Walter Bussmann  | 50 km       | 5:38:49       | 15.           |
| Carlo Gourlaouen | 50 km       | 5:55:09       | 22.           |
| Robert Wampfler  | 50 km       | 5:42:40       | 17.           |
| Hans Zeier       | 50 km       | nem ért célba | nem ért célba |

## Síugrás
| Versenyző          | 1. ugrás | 2. ugrás | Összesítés | Összesítés |
| Versenyző          | Távolság | Távolság | Pont       | Helyezés   |
| ------------------ | -------- | -------- | ---------- | ---------- |
| Ernst Feuz         | 52,5     | 58,5     | 16,458     | 8.         |
| Sepp Mühlbauer     | 52,0     | 58,0     | 16,541     | 7.         |
| Bruno Trojani      | 48,5     | 63,0~    | 10,782     | 32.        |
| Gérard Vuilleumier | 57,5     | 62,0~    | 12,020     | 30.        |

~ - az ugrás során elesett

## Szkeleton
| Versenyző        | 1. futam | 1. futam | 2. futam      | 2. futam      | 3. futam | 3. futam | Összesítés | Összesítés |
| Versenyző        | Idő      | Hely.    | Idő           | Hely.         | Idő      | Hely.    | Idő        | Helyezés   |
| ---------------- | -------- | -------- | ------------- | ------------- | -------- | -------- | ---------- | ---------- |
| Alexander Berner | 1:03,4   | 5.       | 1:03,4        | 5.*           | 1:02,0   | 4.       | 3:08,8     | 5.         |
| Willy von Eschen | 1:04,8   | 6.       | nem ért célba | nem ért célba | kiesett  | kiesett  | kiesett    | kiesett    |